# 分布式数据库
分布式数据库是用计算机网络将物理上分散的多个数据库单元连接起来组成的一个逻辑上统一的数据库。每个被连接起来的数据库单元称为站点或节点。分布式数据库有一个统一的数据库管理系统来进行管理，称为分布式数据库管理系统。
分布式数据库的基本特点包括：物理分布性、逻辑整体性和站点自治性。从这三个基本特点还可以导出的其它特点有：数据分布透明性、按既定协议达成共识的机制、适当的数据冗余度和事务管理的分布性。
分布式数据库按照各站点中数据库管理系统的数据模型的异同分为异构型分布式数据库和同构型分布式数据库，按照控制系统的类型分为全局控制集中性、全局控制分散型和全局控制可变型。

## 優缺點
- 優點：
  1. 隨時能針對各區域的使用者做調整。
  2. 資料共用和分散式控制 。
  3. 增加處理績效，可作平行處理。
  4. 系統管理費用較低。
  5. 品質維持容易。
- 缺點：
  1. 重複儲存資料很花時間。
  2. 資料處理與管理上具複雜度。
  3. 資料的保密性與安全性受到威脅。

## 事务性质
由于分布式数据库的结构特性，根据分布式系统的CAP定理，实现ACID事务需要付出很大的成本来维护可用性，所以为了保障可用性而总结出一套弱化的事务特性：
- 基本可用（Basically Available）：系统能够基本运行、一直提供服务。
- 软状态（Soft-state）：系统不要求一直保持强一致状态。
- 最终一致性（Eventual consistency）：系统需要在某一时刻后达到一致性要求。

简称BASE，与ACID相对应（acid为“酸”的英文名称，base为“碱”的英文名称）。